# Bulletin national
Le Bulletin national est un bulletin donnant des informations sur les opérations militaires et les actions décidées par le gouvernement français pendant la Révolution.
Sa publication est décidée par l'Assemblée législative le 3 septembre 1792, mais il ne paraît qu'à partir de mai 1794.